# حميد شيخ
حميد شيخ (بالإنجليزية: Hameed Sheikh)‏ هو ممثل باكستاني، ولد في 1969.

## وصلات خارجية
- حميد شيخ على موقع IMDb (الإنجليزية)
- حميد شيخ على موقع قاعدة بيانات الفيلم (الإنجليزية)